# Натаніель Барнабі
Натаніель Барнабі, (англ. Sir Nathaniel Barnaby, 25 лютого 1829, Чатем, Велика Британія — 16 червня 1915, Лондон, Велика Британія) — британський кораблебудівник, з 1872 до 1885 служив директором Управління військово-морського кораблебудування (англ. Director of Naval Construction, DNC) Королівського військово-морського флоту Великої Британії. Один із засновників найстарішого англійського товариства морських інженерів. Кавалер ордена Лазні.

## Біографія

### Ранні роки
Натаніель Барнабі народився у Чатемі 25 лютого 1829 року. У віці 14-ти років у Ширнессі поступив на флот учнем. Після завершення навчання у військово-морській школі Портсмута, у 1852 році у віці 23 років став креслярем на казенній верфі у Вулвіч (Лондон)і. Два роки по тому, у 1854 році, призначений в Управління військового кораблебудування. Брав участь у проектуванні броненосного фрегата «HMS Warrior».
У 1863 році головним будівничим флоту став Едвард Рід, чоловік сестри Барнабі. Сам Барнабі очолив штаб Ріда і у цій ролі брав участь у проектуванні більшості нових кораблів.

### Зрілі роки
Після відставки Ріда Барнабі у 1872 році у віці 43 років призначений президентом Ради з кораблебудування і головним корабельним інженером флоту (англ. President of the Council of Construction and Chief Naval Architect з 1875 року його посаду перейменовано у «директор Управління військово-морського кораблебудування» англ. Director of Naval Construction, DNC).
Сер Натаніель Барнабі очолював військове кораблебудування Великої Британії протягом 13 років, і період його перебування на посаді був відзначений винятковими труднощами у розробленні проектів, як у технічному, так і у фінансовому плані.
Оснащуючи свої проекти озброєнням, він змушений був змиритися із стрімким збільшенням калібру — від 12" 35-тонних нарізних дульнозарядних гармат до 16,25" 110-тонних казеннозарядних, що застосовувались як головний калібр. Крім цього, поява допоміжної артилерії також додала нових задач до проблеми створення збалансованого проекту броненосного лінкора. Торпедна зброя також стрімко розвивалася і породжувала нові проблеми.
З іншого боку, броня почала відставати від зростаючої потужності гармат. Для протистояння снарядам великих калібрів була потрібна аномально велика товщина бронеплит, що знижувало розміри площі, яку можна було захистити такою бронею, і значно ускладнювало проблему створення захисту корабля по ватерлінії.
При цьому можливості міноносця вихвалялись до такої міри, що до початку 1880-х років його стали всерйоз розглядати як конкурента лінійного корабля щодо лідерства у військово-морському флоті, і лунали голоси, що будівництво важко озброєних і броньованих одиниць слід припинити.
Діапазон його конструктивних звершень простягався від останніх рангоутних панцерників з центральною батареєю до баштових кораблів, що несуть найбільші гармати з коли-небудь встановлених на британських лінкорах — надзвичайно строката колекція типів, створених за безпрецедентно короткий 13-річний період.
«Ера Барнабі» (період з 1872 до 1885 року) може бути приблизно розділена на чотири періоди, протягом яких проектування важких кораблів мало свої характерні конструктивні ознаки:
- повний захист корпуса і дві башти на кінцях («HMS Dreadnought (1875)», «HMS Cyclops (1871)[en]») або повний пояс по ватерлінії та бортові батареї («HMS Alexandra (1875)», «HMS Temeraire (1876)[en]»), хоча кораблі такої конструкції були закладені ще до вступу Натаніеля Барнабі на посаду, але спущені на воду або модернізовані при ньому;
- центральна цитадель і башти в ешелоні (HMS Inflexible (1876)[en],  HMS Ajax (1880)[en],  HMS Colossus (1882)[en]);
- короткий пояс по ватерлінії і барбети ( HMS Collingwood (1882)[en],  HMS Imperieuse (1883)[en]);
- єдина носова башта (HMS Hero (1885), HMS Sans Pareil (1887)[en]).

Більшість його творінь частіше люто ганьбили, ніж дружелюбно критикували, і в той час як їх недоліки зазвичай пов'язували з ім'ям їх творця, в дійсності Барнабі користувався набагато меншою свободою дій, ніж його попередники, і фактично більшу частку відповідальності за ці проекти повинна, була нести сама Рада з кораблебудування, ніж їх творець, в окремих же випадках альтернативні пропозиції головного корабельного інженера могли істотно поліпшити його кораблі.

## Кредо Барнабі
Розробляючи концепції проектів Барнабі ставив атаку вище за оборону і його кредо полягало у наступному: «Наступальна міць [корабля] повинна бути максимально можливою, а характеристики захисту слід забезпечувати лише на тому рівні, щоб убезпечити корабель, наскільки можливо, у рівній мірі від будь-яких можливих способів атаки, які можуть вивести його з ладу або знищити. З цього випливає, що не в силах противника вивести з ладу корабель одним-єдиним ударом, нанесеним якимось з доступних йому засобів …
… Добре виконаний проект передбачає захист ходової установки корабля, його здатності до маневрування і його плавучості від знаряддя, тарану та торпеди. Більшою мірою захист від тарану і торпеди повинен залежати від командувача офіцера, але щоб протистояти їм, він потребує того, щоб швидкість, маневреність та плавучість були в рівній мірі захищені від артилерії, влучень якої уникнути не вдасться. І рівність всіх цих складових захисної міці вінчається виучкою екіпажу, як складової частини захисту від тарана та торпеди»

## Проекти
- Таранний міноносець «HMS Polyphemus (1881)»
- Броненосці типу «Колоссус»
- Бронепалубні крейсери типу «Каліпсо»[en]
- HMS Inflexible (1876)[en]
- Канонерські човни типу «Бантерер»